# فركن
الفَرْكَن هو وحدة حجم أو كتلة تستخدم في عدة أمور. ويصف الفركن برميلًا خشبيًا صغيرًا أو حوضًا للزبدة أو شحم الخنزير أيضًا.

## الوحدة الأمريكية للحجم الجاف
كان الفركن وحدة أمريكية للقياس الجاف.
1 فركن = 9 غالون أمريكي = 34 لترًا 
وصف عالم الطبيعة الأمريكي جون بوروز (1837-1921) الفركن في مذكراته عن طفولته أنه يزن 100 رطل عند تحميله بالزبدة المملحة.

## الوحدة البريطانية للزبدة والجبن
كانت الفركن وحدة بريطانية لبيع الزبدة والجبن.
1 فركن = 56 رطل = 25 كيلوغرام

## وحدة الحجم البريطانية للجعة والنبيذ
كان الفركن أيضًا وحدة بريطانية لبيع الجعة. إنه ربع برميل وتعتمد قيمته على الحجم الحالي للبرميل ولكن في الوقت الحالي:
1 فركن = 0.25 برميل = 9 غالون = 10.8 غالون أمريكي = 41 لترًا
كان فركن النبيذ أكبر بكثير: 1 فركن نبيذ = 70 غالون.